# Исен
Исен (њем. Isen) град је у њемачкој савезној држави Баварска. Једно је од 26 општинских средишта округа Ердинг. Према процјени из 2010. у граду је живјело 5.295 становника. Посједује регионалну шифру (AGS) 9177123.

## Географски и демографски подаци
Исен се налази у савезној држави Баварска у округу Ердинг. Град се налази на надморској висини од 519 метара. Површина општине износи 43,8 km². У самом граду је, према процјени из 2010. године, живјело 5.295 становника. Просјечна густина становништва износи 121 становника/km².

## Међународна сарадња
| Мјесто    | Држава   | Врста сарадње | Од    |
| --------- | -------- | ------------- | ----- |
| Ернстбрун | Аустрија | партнерство   | 1983. |
| Извор     |          |               |       |